# برساء كهرمانية
برساء كهرمانية (الاسم العلمي:Persea fulva) هي نوع من النباتات يتبع جنس البرساء من الفصيلة الغارية.